# Karen Kain
Karen Alexandria Kain (* 28. März 1951 in Hamilton/Ontario) ist eine kanadische Balletttänzerin.

## Leben
Kain hatte ab dem sechsten Lebensjahr Ballettunterricht. Sie besuchte von 1962 bis 1968 die National Ballet School in Toronto, wo Betty Oliphant ihre Lehrerin war. 1969 wurde sie Mitglied des National Ballet of Canada, dem sie, ab 1970 als Solotänzerin, bis zum Ende ihrer Laufbahn 1997 angehörte. 1971 begann ihre erfolgreiche Zusammenarbeit mit Frank Augustyn, mit dem sie in Klassikern wie Coppélia, Le Corsaire, Romeo und Julia, Der Nussknacker und Schwanensee auftrat und beim Internationalen Ballettwettbewerb 1973 in Moskau den Ersten Preis für das beste pas de deux gewann. Zwischen 1973 und 1984 trat sie international mit Rudolf Nurejew auf.
Mit dem Nationalballett trat sie in Produktionen wie Ann Ditchburns Mad Shadows, Constantin Patsalas Rite of Spring, Sinfonia und Oiseaux exotiques, Glen Tetleys Alice, La Ronde und Tagore, John Alleynes Time Out with Lola, Christopher Houses Café Dances, John Neumeiers Now and Then und Dominique Dumais’ Tides of Mind auf. Eine enge künstlerische Partnerschaft verband sie mit James Kudelka.
Von 1972 bis 1982 war Kain Gasttänzerin des Ballet National de Marseille, ab 1984 wirkte sie als Gast bei der Eliot Feld Ballet Company. Mit Augustyn unternahm sie 1981 eine Tournee als Tänzerin und Lehrerin durch China. Pat Ferns produzierte drei Dokumentationen über sie (1979, 1989 und 1994), und von Andy Warhol wurde sie 1980 porträtiert.
1997 unternahm Kain nach 26 Jahren ihre Abschiedstournee als aktive Tänzerin mit dem National Ballet of Canada unter Leitung des Impresarios Garth Drabinsky. Sie blieb dem Nationalballett als Artist in Residence und ab 2000 als artistic associate verbunden und wurde nach Kudelkas Rücktritt 2005 künstlerische Leiterin des Balletts. Von 2004 bis 2008 war sie Mitglied im Vorstand des Canada Council for the Arts. Sie wurde als Officer und 1996 als Companion des Order of Canada ausgezeichnet, erhielt als erste Kanadierin 1996 den Cartier Lifetime Achievement Award, wurde 2000 von der französischen Regierung als Officier des Ordre des Arts et des Lettres geehrt, erhielt 2002 den Governor General's Performing Arts Award und 2011 den Distinguished Artist Award der International Society for the Performing Arts. Kain ist mit dem Schauspieler Ross Petty verheiratet.